# Ben Johnson (ator)
Ben Johnson Jr. (Foraker, 13 de junho de 1918 - Mesa, 8 de abril de 1996) foi um ator estadunidense que atuou em inúmeros westerns e filmes de ação. Também trabalhou como peão em rodeios, vaqueiro, dublê de cinema e rancheiro.
Nascido em Foraker Oklahoma, de família com ascendência irlandesa. O pai dele, Ben Johnson Sr., era um rancheiro no Condado de Osage, (Oklahoma), e também campeão de rodeios. Quando jovem, Ben Johnson ajudava no rancho de seu pai e viajava com ele para os rodeios, até que começou a se interessar pelas produções cinematográficas. Ele ganhou um prêmio por equipe dos profissionais do rodeio em 1953.
Johnson se casou com Carol Elaine Jones, filha do astro dos western Buck Jones em 1941. Ficou casado com ela por 53 anos, até que ela veio a falecer em 1994. Não tiveram filhos.

## Cinema
Quando das filmagens de The Outlaw em locação, Howard Hughes negociou cavalos com o pai de Ben Johnson que com isso acabou por participar do filme. Ele depois levou os cavalos para Hollywood. Graças a essa experiência ele conseguiu trabalho de dublê em ''The Fighting Gringo'' (1939) e durante a década de 1940 continuou a participar das produções como especialista em cavalos. Na frente das câmaras ele filmou Naughty Nineties, filme de 1945 de Abbott & Costello.
Em 1948 o diretor John Ford o contratou como dublê para o filme Fort Apache, estrelado por Henry Fonda. Durante as filmagens, três cavalos que puxavam uma carroça partiram em disparada, com três pessoas a bordo. Johnson que casualmente estava por ali montado num cavalo, parou a carroça desgovernada. Ford prometeu-lhe uma recompensa  e para sua surpresa, lhe foi oferecido um contrato de sete anos para trabalhar como ator.
Seu primeiro crédito como ator foi no filme de Ford 3 Godfathers. Seu primeiro papel como protagonista foi em 1949, no filme Mighty Joe Young, sobre um gorila domesticado por uma garota, na verdade uma variação de King Kong com o mesma técnica de efeitos especiais.
Com Ford, ele atuou com John Wayne em She Wore a Yellow Ribbon (1949), Wagon Master e Rio Grande, ambos de 1950.
Ben Johnson foi coadjuvante no clássico Shane de (1953) e em One-Eyed Jacks (1961) (com Marlon Brando). Em 1964 ele voltou a trabalhar com o diretor Ford em Cheyenne Autumn. Em 1965 ele iniciou a parceria com o diretor Sam Peckinpah. Atuou em Major Dundee, de 1965, (com Charlton Heston), The Wild Bunch (1969), The Getaway (1972) e o filme sobre peão de rodeios Junior Bonner.
Outro director com quem trabalhou foi Andrew V. McLaglen, atuando com Rock Hudson em The Undefeated (1969) e novamente com John Wayne em Chisum (1970).
Mas a grande atuação de Ben Johnson e que lhe deu o Óscar da academia como coadjuvante do ano foi no filme The Last Picture Show. Ele interpretou o nostálgico "Sam The Lion", com lembranças de um amor da juventude. A direção foi de Peter Bogdanovich.
Ben Johnson possui a estrela 7083 na calçada da fama de Hollywood.

## Filmografia
- 1939: The Fighting Gringo

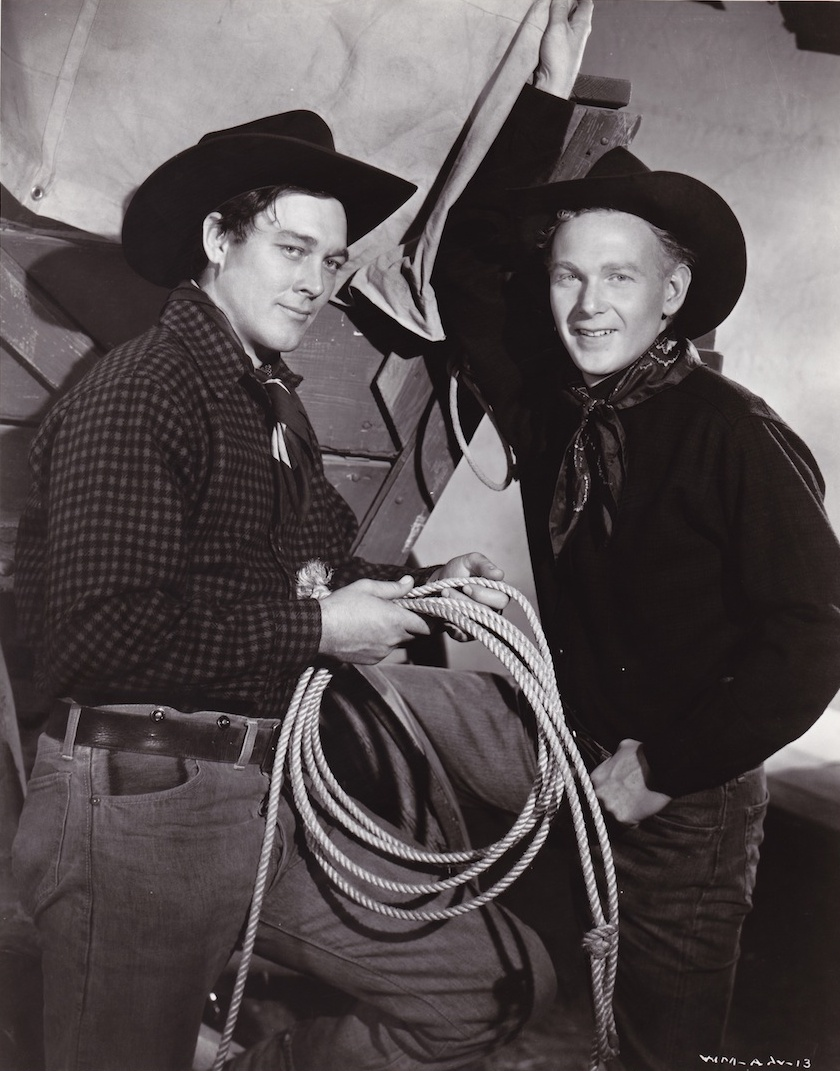
Ben Johnson e Harry Carey Jr. em foto publicitária de Wagon Master de 1950

- 1943: The Outlaw (br.: O proscrito)
- 1943: Bordertown Gun Fighters
- 1944: Tall in the Saddle…Townsman
- 1944: Nevada…Saloon Patron
- 1945: Corpus Christi Bandits…Condutor da Diligência
- 1945: The Naughty Nineties…Cocheiro
- 1946: Badman's Territory…Auxiliar do xerife
- 1948: The Gallant Legion…Texas Ranger
- 1948: 3 Godfathers (br.: O céu mandou alguém)
- 1949: Mighty Joe Young…Gregg
- 1949: She Wore a Yellow Ribbon (br.: A Legião Invencível)…Sgt. Tyree
- 1950: Wagon Master…Travis Blue
- 1950: Rio Grande…Trooper Travis Tyree
- 1951: Fort Defiance…Ben Shelby
- 1952: Wild Stallion…Dan Light
- 1953: Shane (br.: Os brutos também amam)…Chris Calloway
- 1955: Oklahoma!
- 1956: Rebel in Town…Frank Mason
- 1957: War Drums:…Luke Fargo
- 1957: Slim Carter…Montana Burriss
- 1958: Fort Bowie…Capt. Thomas Thompson
- 1960: Ten Who Dared…George Bradley
- 1961: One-Eyed Jacks…Bob Amory
- 1961: Tomboy and the Champ…Tio Jim
- 1964: Cheyenne Autumn…Trooper Plumtree
- 1965: Major Dundee…Sargento Chillum
- 1966: The Rare Breed (br.: Raça Brava)…Jeff Harter
- 1967: Hour of the Gun
- 1968: Will Penny (br.: E o bravo ficou só)…Alex
- 1968: Hang'em High (br.: A marca da forca)…Delegado Dave Bliss
- 1969: The Wild Bunch (br.: Meu ódio sera sua herança)…Tector Gorch
- 1969: The Undefeated (br.: Jamais foram vencidos)…Short Grub
- 1970: Chisum…James Pepper
- 1971: The Bull of the West (televisão)…Spinner
- 1971: The Last Picture Show…Sam the Lion
- 1971: Something Big…Jesse Bookbinder
- 1972: Corky…Boland
- 1972: Junior Bonner…Buck Roan
- 1972: The Getaway…Jack Beynon
- 1973: The Train Robbers…Jesse
- 1973: The Red Pony (televisão)…Jess Taylor
- 1973: Dillinger…Melvin Purvis
- 1973: Kid Blue…Xerife 'Mean John' Simpson
- 1973: Runaway! (televisão)…Holly Gibson
- 1973: Blood Sport (televisão)…Dwayne Birdsong
- 1974: The Sugarland Express…Capitão Harlin Tanner
- 1974: Locusts (televisão)…Amos Fletcher
- 1975: Bite the Bullet…Mister
- 1975: Breakheart Pass…Pearce
- 1975: Hustle…Marty Hollinger
- 1976: The Town That Dreaded Sundown…Capitão J.D. Morales
- 1976: The Savage Bees (televisão): Xerife Donald McKew
- 1977: The Greatest…Hollis
- 1977: Grayeagle…John Colter
- 1978: The Swarm…Felix
- 1979: The Sacketts (televisão)…Cap Roundtree
- 1980: Soggy Bottom, USA…Isum Gorch
- 1980: Wild Times (televisão)…Doc Bogardus
- 1980: The Hunter…Xerife Strong
- 1980: Terror Train…Carne, o condutor do trem
- 1981: Ruckus…Sr. Sam Bellows
- 1982: Tex…Cole Collins
- 1982: The Shadow Riders (TV): tio 'Black Jack' Traven
- 1984: Champions: Cocks
- 1984: Red Dawn…Mason
- 1985: Wild Horses (televisão)…Bill Ward
- 1986: Trespasses…August Klein
- 1986: Dream West (televisão)… Jim Bridger
- 1986: Let's Get Harry…Harry Burck Sr.
- 1987: Cherry 2000…Six-Fingered Jake, Tracker
- 1988: Stranger on My Land (televisão)…Vern Whitman
- 1988: Dark Before Dawn…xerife
- 1989: The Last Ride
- 1990: Back to Back…Eli Hix
- 1991: The Chase (televisão)…Laurienti
- 1991: My Heroes Have Always Been Cowboys…Jesse Dalton
- 1992: Radio Flyer…Geronimo Bill
- 1993: Bonanza: The Return (televisão)…Bronc Evans
- 1994: The Outlaws: Legend of O.B. Taggart
- 1994: Angels in the Outfield…Hank Murphy
- 1995: Bonanza: Under Attack (televisão)…Bronc Evans
- 1996: Ruby Jean and Joe (televisão): Big Man
- 1996: The Evening Star…Arthur Cotton